# Top Chef : les grands duels
Top Chef : les grands duels est une émission de télévision française, diffusée sur M6 chaque semaine en 2020 et en 2021 en deuxième partie de soirée après l'émission Top Chef. Elle est animée par Stéphane Rotenberg et réalisée par Sébastien Zibi.

## Principe
Chaque semaine, deux anciens candidats de Top Chef s'affrontent au cours de deux duels culinaires au cours lesquels les candidats doivent cuisiner des produits agricoles français, amenés par ceux qui en sont à l'origine.
Les plats sont goûtés par les agriculteurs et par le journaliste François-Régis Gaudry,. Ce dernier attribue la victoire à l'un des candidats en fin d'émission.

## Développement
M6 présente les principes de l'émission lors de la conférence de presse de lancement de la saison 11 de Top Chef le 29 janvier 2020. Elle indique que le programme de seconde partie de soirée de cette saison sera l'émission « Top Chef, qui sublimera les produits de nos régions » ; un peu plus tard, la chaîne indique que l'émission s'appelle finalement « Top Chef : les grands duels » et qu'elle met en scène des anciens candidats de Top Chef. Le tournage des émissions a lieu pendant l'hiver 2019-2020,.
Lors de la conférence de presse de lancement de la saison 12 de Top Chef organisée début janvier 2021, M6 annonce le retour des Grands Duels en seconde partie de soirée. La saison 1 est tournée dans les cuisines de la fondation GoodPlanet  tandis que la saison 2 est tournée à Aubervilliers.

## Diffusion
La saison 1 est diffusée chaque semaine du mercredi 26 février 2020 au mercredi 10 juin 2020 en deuxième partie de soirée après les épisodes de la saison 11 de Top Chef. La saison 2 est diffusée chaque semaine à partir du mercredi 17 février 2021 en deuxième partie de soirée après les épisodes de la saison 12 de Top Chef.

## Participants

### Saison 1 (2020)
- Anciens candidats de la saison 1 : Pierre Augé (finaliste et 2e de la saison) et Brice Morvent (finaliste et 3e de la saison)
- Ancien candidat de la saison 2: aucun
- Anciens candidats de la saison 3 : Cyrille Zen (finaliste), Noëmie Honiat (5e) et Denny Imbroisi (8e)
- Ancien candidat de la saison 4 : Quentin Bourdy (9e)
- Anciens candidats de la saison 5 : Pierre Augé (vainqueur), Thibault Sombardier (finaliste), Noëmie Honiat (3e) et Jean-Edern Hurstel (9e)
- Anciens candidats de la saison 6 : Adel Dakkar (5e) et Christophe Pirotais (6e)
- Anciens candidats de la saison 7 : Xavier Pincemin (vainqueur), Coline Faulquier (finaliste) et Joy-Astrid Poinsot (8e)
- Anciens candidats de la saison 8 : Jean-François Bury (5e), Guillaume Sanchez (8e) et Kelly Rangama (9e)
- Anciens candidats de la saison 9 : Victor Mercier (finaliste), Adrien Descouls (3e) et Vincent Crépel (5e)
- Anciens candidats de la saison 10 : Florian Barbarot (4e), Damien Laforce (5e), Merouan Bounekraf (6e), Camille Maury (7e) et Baptiste Renouard (8e)

### Saison 2 (2021)
La saison 2 oppose les onze gagnants des duels de la saison 1 à onze candidats de la saison 11 de Top Chef.

## Saison 1 (2020)

### Pierre Augé contre Xavier Pincemin
Cet épisode est diffusé pour la première fois le mercredi 26 février 2020.
Pierre Augé (finaliste de la saison 1 et gagnant de la saison 5) y est opposé à Xavier Pincemin (gagnant de la saison 7). Les deux candidats s'étaient déjà affrontés dans le Choc des champions en 2016.
Les candidats ont une heure pour réaliser une assiette autour du quasi de viande Le Veau d'Aveyron & du Ségala. C'est Xavier Pincemin qui remporte cette première épreuve.
| Candidat        | Préparations | Intitulé du plat                                         | Jury                                          | Verdict                     |
| --------------- | --- | -------------------------------------------------------- | --------------------------------------------- | --------------------------- |
| Xavier Pincemin | Tartare de veau et œufs de truite, noix de veau rôtie, sabayon aux algues, salade de fenouil et pétales de haddock fumé | Le veau élevé sous la mer                                | François-Régis Gaudry et Éric Nadal (éleveur) | Victoire de Xavier Pincemin |
| Pierre Augé     | Veau rôti, œufs durs, olives noires, pain de campagne et thon rouge de Méditerranée                                     | Veau rôti façon grand-mère avec un pan bagnat à ma façon | François-Régis Gaudry et Éric Nadal (éleveur) | Victoire de Xavier Pincemin |

La seconde épreuve porte sur la noix de Grenoble. Elle est remportée par Pierre Augé.
| Candidat        | Préparations                                                                                             | Intitulé du plat                                      | Jury                                                        | Verdict                 |
| --------------- | --- | ----------------------------------------------------- | ----------------------------------------------------------- | ----------------------- |
| Xavier Pincemin | Crumble de noix, crème montée au bleu et à l'huile de noix, pommes et endives poêlées, noix caramélisées | La fleur de noix                                      | François-Régis Gaudry et Christian Nagearaffe (agriculteur) | Victoire de Pierre Augé |
| Pierre Augé     | Œuf à la neige, carpaccio de Saint-Jacques, lait de noix au romarin et tuile de noix                     | Œuf à la neige Saint-Jacques, lait de noix au romarin | François-Régis Gaudry et Christian Nagearaffe (agriculteur) | Victoire de Pierre Augé |

A l'issue des deux épreuves, les deux candidats étant à égalité avec une victoire partout, c'est François-Régis Gaudry qui départage les deux candidats. Il donne la victoire à Pierre Augé.

### Victor Mercier contre Coline Faulquier
Cet épisode est diffusé pour la première fois le mercredi 4 mars 2020.
Victor Mercier (finaliste de la saison 9) y est opposé à Coline Faulquier (finaliste de la saison 7)
Dans la première épreuve, les candidats ont une heure pour réaliser une assiette autour du maigre de Corse. Victor Mercier prend le point devant Coline Faulquier.
| Candidat         | Préparations                                                                                            | Intitulé du plat                                                                      | Jury                                                   | Verdict                    |
| ---------------- | --- | ------------------------------------------------------------------------------------- | ------------------------------------------------------ | -------------------------- |
| Victor Mercier   | Maigre rôti, jus de moules, béarnaise au miso de pois chiches, bergamote, choux et capucines tubéreuses | Le maigre de Philippe avec béarnaise au miso, capucines tubéreuses et herbes fraîches | François-Régis Gaudry et Philippe Riera (pisciculteur) | Victoire de Victor Mercier |
| Coline Faulquier | Maigre cuit en croûte de pain, tartare de maigre, pommes de terre en risotto et en siphon, jus d'arêtes | Maigre en croûte de pain aux senteurs du Sud                                          | François-Régis Gaudry et Philippe Riera (pisciculteur) | Victoire de Victor Mercier |

La seconde épreuve porte sur l'oignon doux des Cévennes. Les candidats travaillent leur assiette en proposant tous les deux au dressage un oignon reconstitué visuellement. C'est de nouveau Victor Mercier qui gagne l'épreuve.
| Candidat         | Préparations | Intitulé du plat                                   | Jury                                                 | Verdict                    |
| ---------------- | --- | -------------------------------------------------- | ---------------------------------------------------- | -------------------------- |
| Victor Mercier   | Blanc d’œuf, confit d'oignons, cacahuètes de Soustons, velouté d'oignons et pétales d'oignons, maquereau fumé. Dressé comme un oignon entier.      | Oignon reconstitué dans l'idée d'une île flottante | François-Régis Gaudry et Jérôme Daumet (agriculteur) | Victoire de Victor Mercier |
| Coline Faulquier | Membrane d'oignon cuite, compotée d'oignons, siphon à l'oignon, pâte à chapati, pickles d'oignon, oignons brûlés, oignon cru et bouillon d'oignons | L'oignon sept                                      | François-Régis Gaudry et Jérôme Daumet (agriculteur) | Victoire de Victor Mercier |

Victor Mercier gagne le point sur les deux épreuves et remporte donc le duel.

### Adrien Descouls contre Brice Morvent
Cet épisode est diffusé pour la première fois le mercredi 11 mars 2020.
Adrien Descouls (demi-finaliste de la saison 9) y affronte Brice Morvent (finaliste de la saison 1)
Dans la première épreuve, les candidats ont une heure pour réaliser une assiette avec du carré d'agneau de lait des Pyrénées. Tandis que Brice Morvent réalise un carré d'agneau rôti, Adrien Descouls réalise un plat d'agneau cru inspiré du kebbé nayé libanais qui surprend l'éleveur et décroche la victoire sur la première épreuve.
| Candidat        | Préparations | Intitulé du plat                                                       | Jury                                        | Verdict                    |
| --------------- | --- | ---------------------------------------------------------------------- | ------------------------------------------- | -------------------------- |
| Adrien Descouls | Tartare d'agneau, cannelloni à base de gelée de céleri, mayonnaise au céleri, condiment à l'ail et condiment à la harissa verte | Cannelloni de tartare d'agneau d'inspiration libanaise                 | François-Régis Gaudry et Stéphane (éleveur) | Victoire d'Adrien Descouls |
| Brice Morvent   | Carré d'agneau rôti, croûte de pain d'épices, jus d'agneau, patates douces confites, condiment gingembre-cédrat et ail          | Carré d'agneau en croûte d'épices et patates douces confites au cédrat | François-Régis Gaudry et Stéphane (éleveur) | Victoire d'Adrien Descouls |

La seconde épreuve porte sur les champignons de Paris bios et bruns. C'est cette fois-ci Brice Morvent qui surprend le jury en traitant le champignon en dessert. Il remporte la seconde épreuve.
| Candidat        | Préparations | Intitulé du plat                                | Jury                                           | Verdict                   |
| --------------- | --- | ----------------------------------------------- | ---------------------------------------------- | ------------------------- |
| Adrien Descouls | Champignons à la grecque, marinade au citron, vinaigre et curry, purée de champignons, bouillon aux champignons et au gingembre | Champignons à la grecque d'un enfant turbulent  | François-Régis Gaudry et Nicolas (agriculteur) | Victoire de Brice Morvent |
| Brice Morvent   | Pâte brisée au café, poires poêlées à la vanille et à l'huile d'olive, praliné et mousse aux champignons                        | Tartelette aux champignons, poires et noisettes | François-Régis Gaudry et Nicolas (agriculteur) | Victoire de Brice Morvent |

A l'issue des deux épreuves, François-Régis Gaudry doit départager les deux candidats ex æquo et donne la victoire à Brice Morvent, son dessert de champignons ayant été le plat le plus marquant du duel.

### Baptiste Renouard contre Merouan Bounekraf
Cet épisode est diffusé pour la première fois le mercredi 18 mars 2020.
Baptiste Renouard y est opposé à Merouan Bounekraf. Les deux candidats faisaient tous les deux partie de la brigade de Jean-François Piège dans la saison 10.
La première épreuve porte sur le cresson de fontaine d'Aquitaine. Les candidats disposent d'une heure pour proposer une assiette. Baptiste Renouard remporte l'épreuve.
| Candidat          | Préparations                                                                    | Intitulé du plat                                                 | Jury                                                  | Verdict                       |
| ----------------- | ------------------------------------------------------------------------------- | ---------------------------------------------------------------- | ----------------------------------------------------- | ----------------------------- |
| Baptiste Renouard | Raviole végétale, farce aux girolles et au cresson, émulsion à base de cresson  | Raviole végétale de cresson aux girolles et émulsion cressillade | François-Régis Gaudry et Stéphane Madani (producteur) | Victoire de Baptiste Renouard |
| Merouan Bounekraf | Œuf mollet, coulis de cresson, purée de chou-fleur et salade fraîche de cresson | Chou-fl'œuf au cresson de fontaine                               | François-Régis Gaudry et Stéphane Madani (producteur) | Victoire de Baptiste Renouard |

La seconde épreuve porte sur la truite des Hauts-de-France. C'est encore Baptiste Renouard qui gagne l'épreuve.
| Candidat          | Préparations                                                                                        | Intitulé du plat                                                                                | Jury                                                       | Verdict                       |
| ----------------- | --------------------------------------------------------------------------------------------------- | ----------------------------------------------------------------------------------------------- | ---------------------------------------------------------- | ----------------------------- |
| Baptiste Renouard | Truite à l'huile de curry, risotto de potimarron aux pomelos et marmelade de kumquat                | Truite à l'huile de curry, marmelade de kumquats et risotto de potimarron aux zestes de pomelos | François-Régis Gaudry et Louis-André Rohart (pisciculteur) | Victoire de Baptiste Renouard |
| Merouan Bounekraf | Truite confite à l'huile de noisette, cylindres de panais, mousseline de panais à l'encre de seiche | Poisson panais                                                                                  | François-Régis Gaudry et Louis-André Rohart (pisciculteur) | Victoire de Baptiste Renouard |

Avec deux points à zéro, le duel est donc remporté par Baptiste Renouard.

### Camille Maury contre Joy-Astrid Poinsot
Cet épisode, annoncé initialement à la diffusion pour le mercredi 25 mars 2020, est diffusé pour la première fois le mercredi 15 avril 2020.
Camille Maury (candidate de la saison 10) y affronte Joy-Astrid Poinsot (candidate de la saison 7)
La première épreuve porte sur les lentilles vertes des Hauts-de-France, un produit que n'aime pas Camille. Joy-Astrid réinterprète le petit salé avec du haddock. François-Régis Gaudry et le producteur donnent la victoire de justesse à Joy-Astrid.
| Candidat           | Préparations | Intitulé du plat                            | Jury                                          | Verdict                        |
| ------------------ | --- | ------------------------------------------- | --------------------------------------------- | ------------------------------ |
| Joy-Astrid Poinsot | Lentilles cuites dans un bouillon de légumes, siphon lait de coco et citronnelle, haddock poché et pickles de légumes | Lentilles en petit salé de haddock fumé     | François-Régis Gaudry et Hilaire (producteur) | Victoire de Joy-Astrid Poinsot |
| Camille Maury      | Risotto de lentilles à la mimolette, émulsion de lentilles au beurre noisette et lentilles frites                     | Risotto de lentilles à la vieille mimolette | François-Régis Gaudry et Hilaire (producteur) | Victoire de Joy-Astrid Poinsot |

La seconde épreuve porte sur la crème de Bresse que les candidats ont une heure pour mettre au centre de l'assiette. Joy-Astrid fait une recette salée de pomme de terre où elle laisse la crème brute. Camille réalise un dessert, avec un travail de la crème en deux textures. Son dessert est jugé « sublime » et Camille remporte la seconde épreuve.
| Candidat           | Préparations | Intitulé du plat                                     | Jury                                        | Verdict                   |
| ------------------ | --- | ---------------------------------------------------- | ------------------------------------------- | ------------------------- |
| Joy-Astrid Poinsot | Tagliatelles de pomme de terre façon Tatin, quenelle de crème de Bresse, ciboulette et cébette, tuile de pain                         | Pomme de terre crousti-fondante à la crème de Bresse | François-Régis Gaudry et Hervé (producteur) | Victoire de Camille Maury |
| Camille Maury      | Panna cotta fève de tonka, mousse de crème à la clémentine, coulis de clémentine au vinaigre de Calamansi et tuile à la fève de tonka | Crème de Bresse, clémentines et fèves de tonka       | François-Régis Gaudry et Hervé (producteur) | Victoire de Camille Maury |

Les candidates étant ex æquo François-Régis Gaudry donne la victoire finale à Camille Maury, jugeant que son dessert autour de la crème était le plat qui l'avait marqué dans la journée, d'un niveau de restaurant deux étoiles.

### Noëmie Honiat contre Quentin Bourdy
Cet épisode, annoncé initialement à la diffusion pour le mercredi 1er avril 2020, sera diffusé pour la première fois le mercredi 22 avril 2020.
Noëmie Honiat (cinquième de la saison 3 et finaliste de la saison 5) y affronte son mari Quentin Bourdy (candidat des saisons 4 et 5).
La première épreuve demande de sublimer le poulet noir de Bretagne. C'est Quentin Bourdy qui est désigné vainqueur.
| Candidat       | Préparations | Intitulé du plat                                                          | Jury                                            | Verdict                    |
| -------------- | --- | ------------------------------------------------------------------------- | ----------------------------------------------- | -------------------------- |
| Quentin Bourdy | Cuisses cuites en compression, suprêmes cuits sur coffre, croûtons, siphon de pommes de terre et jus d'oignons, vin rouge          | Comme un poulet du dimanche                                               | François-Régis Gaudry et Isabelle (productrice) | Victoire de Quentin Bourdy |
| Noëmie Honiat  | Ballotine de volaille farcie aux morilles, sauce aux morilles, carottes glacées, chartreuse de poivrons et chips de peau de poulet | Volaille farcie aux morilles, chartreuse aux poivrons confits de ma Maman | François-Régis Gaudry et Isabelle (productrice) | Victoire de Quentin Bourdy |

Le second défi met à l'honneur l'amande du Roussillon. Quentin réalise un plat de carottes tandis que Noëmie réalise une pâtisserie. Son assiette est préférée par le jury.
| Candidat       | Préparations | Intitulé du plat                                                           | Jury                                                    | Verdict                   |
| -------------- | --- | -------------------------------------------------------------------------- | ------------------------------------------------------- | ------------------------- |
| Quentin Bourdy | Carottes glacées et fumées, crème d'amandes au parmesan, jus d'agrumes, combava râpé, amandes torréfiées et filets d'amandes                           | Jeunes carottes, amandes qui s'éclatent tout en texture, agrumes et épices | François-Régis Gaudry et Jean-Pierre Bails (producteur) | Victoire de Noëmie Honiat |
| Noëmie Honiat  | Gelée au lait d'amande, biscuit aux amandes croquantes, tuile à l'amande et aux olives, mousse citron et éclats d'amandes, craquelin au chocolat blanc | Éclosion méditerranéenne, amande, citron et olive                          | François-Régis Gaudry et Jean-Pierre Bails (producteur) | Victoire de Noëmie Honiat |

A l'issue des deux épreuves, les deux candidats ont une victoire chacun. François-Régis Gaudry les départage en choisissant le plat le plus marquant de la journée. C'est le plat de poulet de Quentin qui l'a le plus séduit et Quentin Bourdy est donc désigné vainqueur du grand duel.

### Damien Laforce contre Florian Barbarot
Cet épisode est diffusé pour la première fois le mercredi 29 avril 2020.
Damien Laforce (cinquième de la saison 10) y est opposé à Florian Barbarot (quatrième de la saison 10)
La première épreuve a pour but de sublimer la carpe de Dombes. C'est l'assiette de Damien Laforce qui est préférée par le jury.
| Candidat         | Préparations | Intitulé du plat                               | Jury                                           | Verdict                    |
| ---------------- | --- | ---------------------------------------------- | ---------------------------------------------- | -------------------------- |
| Florian Barbarot | Carpe cuite à l'unilatérale, carpe frite, sauce aux moules, mousseline de panais, chanterelles roses et moules cuites                  | Eau de mer et de rivière, produits de la terre | François-Régis Gaudry et Stéphane (producteur) | Victoire de Damien Laforce |
| Damien Laforce   | Ventrèche de carpe snackée, compotée de céleri au beurre noisette, chips de céleri, pickles de céleri et livèche et sabayon à la bière | Carpe, céleri et sabayon à la bière            | François-Régis Gaudry et Stéphane (producteur) | Victoire de Damien Laforce |

Le second défi met à l'honneur le chaource. Le producteur est un peu déstabilisé par le plat de Florian Barbarot, dans lequel il ne retrouve pas le goût du chaource. Il a au contraire un net coup de cœur pour le plat de Damien Laforce. François-Régis Gaudry donne le point de cette manche à Damien.
| Candidat         | Préparations | Intitulé du plat                                            | Jury                                               | Verdict                    |
| ---------------- | --- | ----------------------------------------------------------- | -------------------------------------------------- | -------------------------- |
| Florent Barbarot | Mousse de chaource au gingembre, condiment pomme-échalote-chorizo, noix de saint-Jacques contisées au chaource, croûtons et ciboulette | Chaource dans l'esprit d'un pain surprise                   | François-Régis Gaudry et Lionel Dosne (producteur) | Victoire de Damien Laforce |
| Damien Laforce   | Feuilles de brick, risotto de céleri au parmesan, mousse de chaource, anguille fumée et jus de bouillon de poule et de livèche         | Tartelette de chaource, risotto de céleri et anguille fumée | François-Régis Gaudry et Lionel Dosne (producteur) | Victoire de Damien Laforce |

Avec deux victoires à zéro, le duel est donc remporté par Damien Laforce.

### Guillaume Sanchez contre Cyrille Zen
Cet épisode, annoncé initialement pour une diffusion le mercredi 6 mai 2020, est diffusé pour la première fois le mercredi 13 mai 2020..
Guillaume Sanchez (candidat de la saison 8, une étoile Michelin) y affronte Cyrille Zen (finaliste de la saison 3, ex-étoilé Michelin).
La première épreuve porte sur le brocciu. C'est l'assiette de Guillaume Sanchez qui est préférée par le jury.
| Candidat          | Préparations | Intitulé du plat                                                  | Jury                                          | Verdict                       |
| ----------------- | --- | ----------------------------------------------------------------- | --------------------------------------------- | ----------------------------- |
| Cyrille Zen       | Brocciu grillé, crémeux au brocciu et aux herbes, sablé au brocciu, jus de corail de Saint-Jacques et salade de chou-fleur      | Déclinaison autour du brocciu : en crémeux, en sablé et en grillé | François-Régis Gaudry et Vanina (productrice) | Victoire de Guillaume Sanchez |
| Guillaume Sanchez | Crème fumée au brocciu, brocciu fumé aux pignes de pin, lard, œufs de truite, poutargue et vinaigrette au lactosérum de brocciu | Brocciu, lard, lactosérum et poutargue                            | François-Régis Gaudry et Vanina (productrice) | Victoire de Guillaume Sanchez |

La seconde épreuve porte sur le miel de Corse et est jugée par François-Régis Gaudry et le producteur Pascal qui a apporté six miels différents aux candidats. Cyrille choisit de travailler le miel de printemps et le miel de châtaignier dans un plat salé. Guillaume travaille le miel amer, le miel d'été et le miel de printemps en dessert et c'est encore une fois son assiette qui est préférée.
| Candidat          | Préparations | Intitulé du plat                              | Jury                                                         | Verdict                       |
| ----------------- | --- | --------------------------------------------- | ------------------------------------------------------------ | ----------------------------- |
| Cyrille Zen       | Croquant au miel de châtaignier et aux pignons de pin, chantilly au miel de printemps et aux agrumes, potimarrons glacés au miel et lard grillé            | Tout en douceur : miel de corse et potimarron | François-Régis Gaudry et Pascal Bizon Maroselli (producteur) | Victoire de Guillaume Sanchez |
| Guillaume Sanchez | Fleur composée de 7 agrumes, gelée au miel d'été, brunoise de citrons confits, sorbet agrumes, pollen et miel amer et cédrats confits au miel de printemps | Agrumes corses, miel corse et pollen          | François-Régis Gaudry et Pascal Bizon Maroselli (producteur) | Victoire de Guillaume Sanchez |

Avec deux victoires à zéro, le duel est remporté par Guillaume Sanchez.

### Denny Imbroisi contre Vincent Crépel
Cet épisode est diffusé pour la première fois le mercredi 20 mai 2020.
Denny Imbroisi (candidat de la saison 3) y est opposé à Vincent Crépel (candidat de la saison 9).
La première épreuve porte sur l’œuf bio de France. Denny Imbroisi l'utilise pour confectionner une pâte à raviole avec une farce contenant un jaune d’œuf coulant. Vincent Crépel décide de réaliser un œuf parfait.
| Candidat       | Préparations                                                                                  | Intitulé du plat              | Jury                                                 | Verdict                    |
| -------------- | --------------------------------------------------------------------------------------------- | ----------------------------- | ---------------------------------------------------- | -------------------------- |
| Denny Imbroisi | Raviole, farce à la ricotta, jaune d’œuf, puntarelle, pickles de chou-fleur et émulsion verte | L’œuf bio dans la raviole     | François-Régis Gaudry et Maxime Chaumet (producteur) | Victoire de Vincent Crépel |
| Vincent Crépel | Œuf parfait, siphon de pomme de terre, champignons poêlés, lard et thym fumé                  | L’œuf bio en balade champêtre | François-Régis Gaudry et Maxime Chaumet (producteur) | Victoire de Vincent Crépel |

La seconde épreuve porte sur l'époisses et est remportée par Denny Imbroisi qui l'intègre à un risotto.
| Candidat       | Préparations                                                                    | Intitulé du plat                                               | Jury                                                | Verdict                    |
| -------------- | ------------------------------------------------------------------------------- | -------------------------------------------------------------- | --------------------------------------------------- | -------------------------- |
| Denny Imbroisi | Risotto à l'époisses, cime du rapa (brocoli-rave), pesto, sésame noir et pommes | Risotto « Mantecato » à l'époisses                             | François-Régis Gaudry et Jean Berthaut (producteur) | Victoire de Denny Imbroisi |
| Vincent Crépel | Chantilly d'époisses, velouté de potimarron et lamelles de potimarron marinées  | Velouté de potimarron, chantilly d'époisses, noisettes et pain | François-Régis Gaudry et Jean Berthaut (producteur) | Victoire de Denny Imbroisi |

Les deux candidats étant à égalité avec une victoire partout, c'est François-Régis Gaudry qui départage les candidats. Il indique avoir préféré le plat de risotto parmi les deux plats victorieux et donne donc la victoire à Denny Imbroisi.

### Adel Dakkar contre Christophe Pirotais
Cet épisode est diffusé pour la première fois le mercredi 27 mai 2020.
Adel Dakkar y est opposé à Christophe Pirotais. Les deux candidats ont tous les deux participé à la saison 6 de Top Chef.
La première épreuve porte sur le jambon Mangalitza et est remportée par Adel Dakkar.
| Candidat            | Préparations | Intitulé du plat                          | Jury                                             | Verdict                 |
| ------------------- | --- | ----------------------------------------- | ------------------------------------------------ | ----------------------- |
| Adel Dakkar         | Risotto de céleri, bouillon d'échalotes au jambon, pickles de céleri-rave, julienne de jambon et chips de jambon | Célerisotto, bouillon échalotes et jambon | François-Régis Gaudry et Christophe (producteur) | Victoire de Adel Dakkar |
| Christophe Pirotais | Cannelloni de jambon et cresson, bouillon de jambon, chiffonnade de jambon                                       | Cannelloni de jambon et cresson           | François-Régis Gaudry et Christophe (producteur) | Victoire de Adel Dakkar |

La seconde épreuve porte sur la carotte de Tilques. Elle est remportée par Christophe Pirotais qui l'a déclinée en dessert.
| Candidat            | Préparations | Intitulé du plat                                                                                      | Jury                                                    | Verdict                         |
| ------------------- | --- | --- | ------------------------------------------------------- | ------------------------------- |
| Adel Dakkar         | Carottes rôties au gingembre, à la citronnelle et à la coriandre, gelée de carottes et clémentines, sauce carotte-coriandre, pickles de carottes | Les carottes en ragoût gingembre et citronnelle, gelée de carotte et clémentine et jus à la coriandre | François-Régis Gaudry et Alexandre Bédague (producteur) | Victoire de Christophe Pirotais |
| Christophe Pirotais | Mousseline de carottes et ananas, financier fourré au tartare de carottes, damier de carottes et carottes confites                               | Financier de carotte, carottes en textures                                                            | François-Régis Gaudry et Alexandre Bédague (producteur) | Victoire de Christophe Pirotais |

Les deux candidats sont à égalité avec une victoire partout. François-Régis Gaudry doit donc départager les candidats. Il indique que le plat de Célerisotto a été le plus marquant du duel et donne donc la victoire à Adel Dakkar.

### Thibault Sombardier contre Jean-Edern Hurstel
Cet épisode est diffusé pour la première fois le mercredi 3 juin 2020.
Thibault Sombardier y est opposé à Jean-Edern Hurstel. Les deux candidats ont tous les deux participé à la saison 5 de Top Chef.
La première épreuve porte sur l'huître de Normandie. Thibault Sombardier réalise une entrée chaude, en hommage à son mentor le chef Bernard Constantin, tandis que Jean-Edern Hurstel cuisine l'huître en deux façons. La victoire est donnée à Thibault Sombardier.
| Candidat            | Préparations                                                                                                  | Intitulé du plat                                                   | Jury                                           | Verdict                         |
| ------------------- | --- | ------------------------------------------------------------------ | ---------------------------------------------- | ------------------------------- |
| Thibault Sombardier | Huîtres pochées dans une réduction de vin blanc et d'échalotes et sabayon gratiné au four                     | Les huîtres en sabayon Constantin                                  | François-Régis Gaudry et Philippe (producteur) | Victoire de Thibault Sombardier |
| Jean-Edern Hurstel  | Velouté d'huîtres, tempura d'huître, crémeux d’œuf, purée de chou-fleur et sommités de chou-fleurs de couleur | Le crémeux d'oeuf et de chou-fleur, l'huître en velouté et tempura | François-Régis Gaudry et Philippe (producteur) | Victoire de Thibault Sombardier |

La seconde épreuve porte sur la pomme de terre. Elle est remportée par Thibault Sombardier.
| Candidat            | Préparations | Intitulé du plat                                                       | Jury                                         | Verdict                         |
| ------------------- | --- | ---------------------------------------------------------------------- | -------------------------------------------- | ------------------------------- |
| Thibault Sombardier | Pommes de terre confites, crème de pommes de terre au jus d'herbes, puntarelle et crème aux œufs de harengs fumés                    | Pommes fondantes en salsa verde, crème aux œufs de harengs et ail rôti | François-Régis Gaudry et Pierre (producteur) | Victoire de Thibault Sombardier |
| Jean-Edern Hurstel  | Rouleaux de pommes de terre crousti-fondants, purée de pommes de terre et de haddock fumé et sauce au yaourt grec et au haddock fumé | Le crousti-fondant de pommes de terre et yaourt au haddock fumé        | François-Régis Gaudry et Pierre (producteur) | Victoire de Thibault Sombardier |

Avec deux victoires à zéro, le duel est donc remporté par Thibault Sombardier.

### Jean-François Bury contre Kelly Rangama
Cet épisode est diffusé pour la première fois le mercredi 10 juin 2020.
Jean-François Bury y est opposé à Kelly Rangama. Les deux candidats ont tous les deux participé à la saison 8 de Top Chef.
La première épreuve porte sur le filet de bœuf maraîchin (du Marais poitevin). Elle est remportée par Jean-François Bury 
| Candidat           | Préparations | Intitulé du plat                                                         | Jury                                         | Verdict                        |
| ------------------ | --- | ------------------------------------------------------------------------ | -------------------------------------------- | ------------------------------ |
| Kelly Rangama      | Filet de bœuf poêlé, espuma de topinambours, salsifis au grué de cacao et cacahuètes torréfiées, condiment betterave et géranium rosat | Intitulé                                                                 | François-Régis Gaudry et Guillaume (éleveur) | Victoire de Jean-François Bury |
| Jean-François Bury | Filet de bœuf en marinade de sauce soja, gingembre et citronnelle; légumes wok, salade de radis et fumet de maquereau                  | Filet de bœuf mariné avec amour, fumet de maquereau et légumes croquants | François-Régis Gaudry et Guillaume (éleveur) | Victoire de Jean-François Bury |

La seconde épreuve porte sur le Sainte-maure-de-touraine. Elle est remportée par Kelly Rangama.
| Candidat           | Préparations                                                                                    | Intitulé du plat                                                                                    | Jury                                                    | Verdict                   |
| ------------------ | ----------------------------------------------------------------------------------------------- | --------------------------------------------------------------------------------------------------- | ------------------------------------------------------- | ------------------------- |
| Kelly Rangama      | Ravioles de Sainte-maure, piment oiseau et citron confit, sauce au curcuma et à la mélisse      | Ravioles de Sainte-maure, citron confit et piment oiseau de l'île de la Réunion, sauce à la mélisse | François-Régis Gaudry et Wilfried Falcotet (producteur) | Victoire de Kelly Rangama |
| Jean-François Bury | Maki de Sainte-maure-de-touraine et truite fumée, purée de betteraves et toast melba en spirale | Comme un Sainte-maure-de-touraine, truite fumée et betteraves en texture                            | François-Régis Gaudry et Wilfried Falcotet (producteur) | Victoire de Kelly Rangama |

Les deux candidats sont à égalité avec une victoire partout. François-Régis Gaudry doit donc départager les candidats. Il indique que le plat de ravioles de Sainte-maure a été le plus marquant du duel et donne donc la victoire à Kelly Rangama.

## Saison 2 (2021)

### Thibault Sombardier contreMallory Gabsi
Cette émission est diffusée le mercredi 17 février 2021.
Thibault Sombardier l'emporte face à Mallory Gabsi sur le score de 2 à 0.

### Victor MerciercontreMory Sacko
Cette émission est diffusée le mercredi 24 février 2021.
Mory Sacko emporte le duel sur le score de 1-1 (ex-aequo départagé par François-Régis Gaudry)

### Guillaume SanchezcontreAdrien Cachot
Cette émission est diffusée le mercredi 3 mars 2021.
Adrien Cachot l'emporte sur le score de 2 à 0.

### Pierre Augé contreDavid Gallienne
Cette émission est diffusée le mercredi 10 mars 2021.
David l'emporte 2 points à zéro sur les thèmes du haricot de Castelnaudary et du jambon de Bayonne.

### Brice Morvent contre Diego Alary
Cette émission est diffusée le mercredi 17 mars 2021.
Diego Alary emporte le duel sur le score de 1-1 (ex-aequo départagé par François-Régis Gaudry)

### Kelly Rangamacontre Justine Piluso
Cette émission est diffusée le mercredi 24 mars 2021.

### Denny Imbroisi contre Gianmarco Gorni
Cette émission est diffusée le jeudi 1er avril 2021.
Denny Imbroisi remporte le duel. Le score final est 1-1 (ex æquo) départagé par François-Régis Gaudry.

### Adel Dakkar contre Nastasia Lyard
Cette émission est diffusée le mercredi 7 avril 2021.

## Diffusion et audiences

### Diffusion

#### Saison 1
La diffusion de la saison 1 a été vraisemblablement perturbée par la mise en place des mesures de confinement de 2020 en France. Le mercredi 25 mars 2020, alors que la chaîne a annoncé la diffusion du duel de Camille Maury contre Joy-Astrid Poinsot, c'est le duel de Pierre Augé contre Xavier Pincemin qui est rediffusé. La semaine suivante, alors que les programmes annoncent la diffusion du duel de Noémie Honiat contre Quentin Bourdy, c'est le duel de Victor Mercier contre Coline Faulquier qui est rediffusé. Entre-temps, le report avait été annoncé par la presse. Enfin, la semaine suivante, l'émission est encore une fois une rediffusion, mais cette fois-ci annoncée, il s'agit du duel de Baptiste Renouard contre Merouan Bounekraf. A partir du 15 avril 2020, la diffusion d'émissions inédites reprend.
De nouveau, le 6 mai, le duel de Camille Maury contre Joy-Astrid Poinsot est rediffusé sans préavis à la place du duel annoncé de Cyrille Zen contre Guillaume Sanchez.
Ces ajustements semblent reproduire ceux réalisés sur le découpage des épisodes de Top Chef, afin que la durée de diffusion de ces deux programmes coïncide jusqu'à leurs derniers épisodes.

### Audiences

#### Saison 1
L'émission du 13 mai (Cyrille Zen contre Guillaume Sanchez) a été vue par 1,36 million de téléspectateurs (11.2% du public) et celle du 28 mai par 1,24 million de téléspectateurs (12.6%).